# 압둘라 유수프 알리

압둘라 유수프 알리 (Hafiz Abdullah Yusuf Ali, 1872년 4월 14일 - 1953년 12월 10일)는 남아시아 출신의 이슬람 율법학자로서 꾸란을 영어로 번역한 사람이다. 그의 꾸란 번역은 다른 주요 번역가의 번역본과 함께 가장 널리 전파되어 있으며 가장 많이 사용되고 있는 것이기도 하다.
인도 봄베이의 부유한 상인 가문에서 태어난 그는 어렸을 적부터 종교 교육을 받았고 꾸란을 암송하기 시작했다. 아랍어와 영어를 유창하게 사용하며 리즈 대학을 비롯해 여러 대학에서 수학했다. 꾸란의 해석과 표현을 위해 이슬람사에 대해 공부했으며 이에 착수하기에 이른다.
그의 작품 중에서 가장 널리 알려진 것은 The Holy Qur'an: Text, Translation and Commentary이며 1934년에 완성돼 1938년 출판됐다. 그의 참여와 도움으로 북아메리카의 첫 모스크인 알 라시드 모스크가 캐나다 알베르타 에드몬튼에 지어졌다.
그는 1차 세계 대전 당시 인도에 대한 지원을 요구했던 선구자였으며 인도에서 존경 받던 지식인으로서 후에 영국령 인도 당시 라호르의 이슬람 대학 학장으로 있었다. 후에 런던으로 건너가 그곳에서 죽게 된다. 브룩우드에 있는 무슬림 묘지에 묻혔다.